# 以色列是我们的家园
以色列是我们的家园（希伯來語：‎，羅馬化：Yiśra’el Betenu），以色列民族主义政党，立场偏右。在传统上，该党代表前苏联犹太移民的利益，但目前该党向更大范围内的以色列民众发展影响力。2009年以色列议会选举中，该党赢得15个席位，成为以色列议会第三大党。之后该党与利库德集团等党派组建联合政府，该党领导人阿维格多·利伯曼出任副总理。

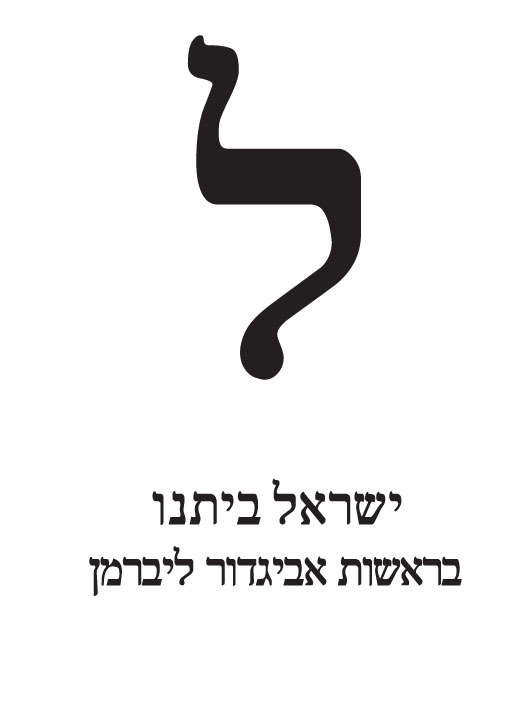
以色列我们的家园党竞选海报，2009